# París-Roubaix 1994
La 92.ª París-Roubaix se celebró el 10 de abril de 1994 y fue ganada por el moldavo Andrei Tchmil que llegó en solitario con poco más de 1 minuto respecto a un dueto perseguidor formado por los italianos Fabio Baldato y Franco Ballerini respectivamente. La prueba constó de 270 km llegando el ganador en un tiempo de 7h 28' 02".

## Clasificación final

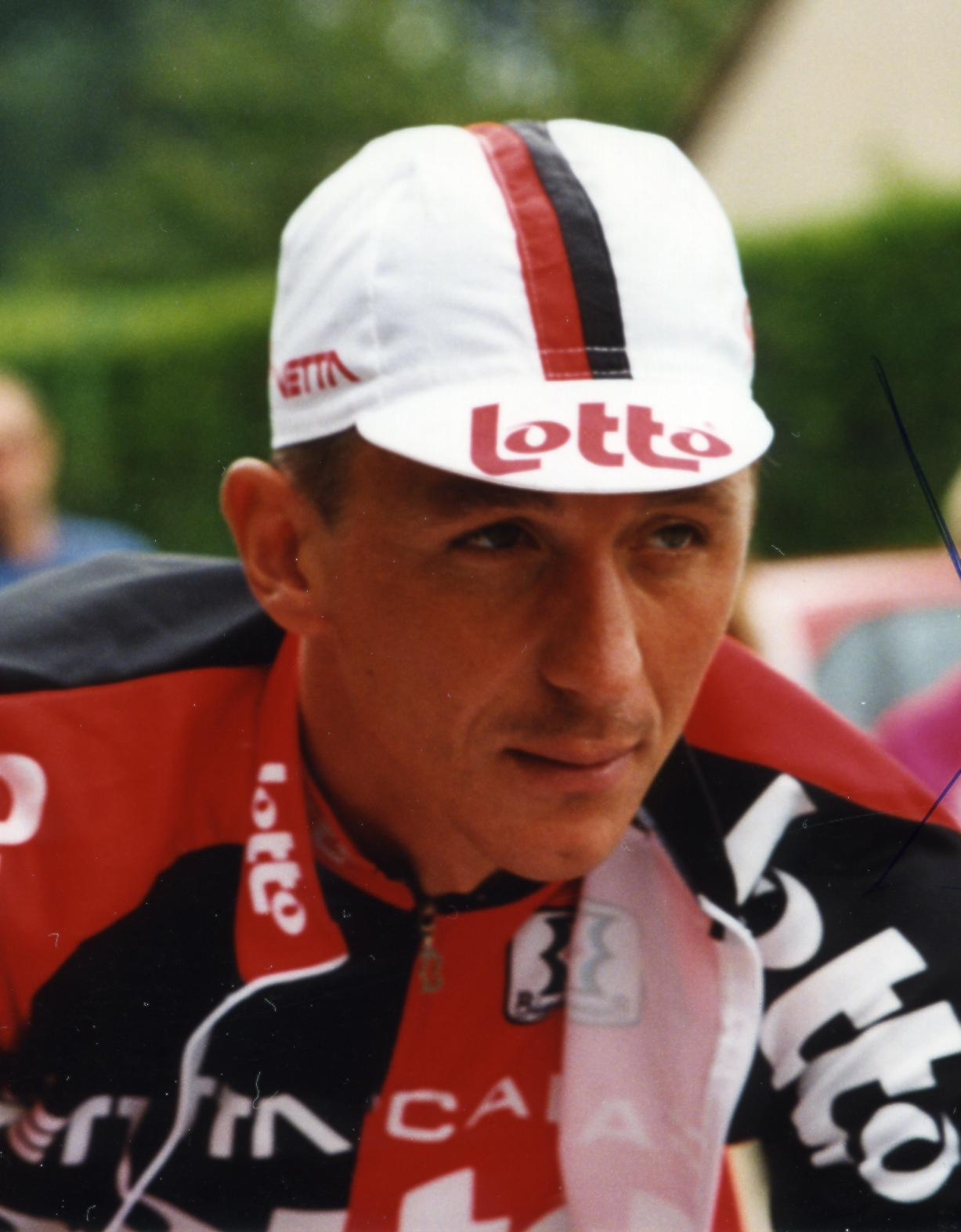
Andrei Tchmil ganador de esta edición.

| Posición | Ciclista                | Equipo                                  | Tiempo      |
| -------- | ----------------------- | --------------------------------------- | ----------- |
| 1.       | Andrei Tchmil           | Lotto                                   | 7h 28' 02’’ |
| 2.       | Fabio Baldato           | GB-MG Boys Maglificio-Technogym-Bianchi | + 1' 13"    |
| 3.       | Franco Ballerini        | Mapei-Clas                              | m.t.        |
| 4.       | Olaf Ludwig             | Telekom                                 | + 1' 26"    |
| 5.       | Sean Yates              | Motorola                                | m.t.        |
| 6.       | Johan Capiot            | TVM-Bison                               | m.t.        |
| 7.       | Gilbert Duclos-Lassalle | Gan                                     | m.t.        |
| 8.       | Ludwig Willems          | GB-MG Boys Maglificio-Technogym-Bianchi | m.t.        |
| 9.       | Frankie Andreu          | Motorola                                | m.t.        |
| 10.      | Nico Verhoeven          | Novemail-Histor-Laser Computer          | m.t.        |